# Florence Yoch
Florence Yoch (* 15. Juli 1890 in Santa Ana, Kalifornien; † 21. Januar 1972) war eine US-amerikanische Landschaftsarchitektin, die von 1915 bis in die 1950er Jahre in Kalifornien wirkte. Ihre Laufbahn umfasste Aufträge für private Wohnhäuser, Parks, öffentliche Plätze und Filmkulissen für Hollywood-Filme, darunter das Gelände für die Plantage Tara in  Vom Winde verweht. Ihr wird das Verdienst zugeschrieben, eine unverwechselbare kalifornische Interpretation der klassischen europäischen Gärten entwickelt zu haben.

## Frühe Jahre und Ausbildung
Florence Yoch war die jüngste Tochter von Joseph and Catherine Yoch. Als jüngstes von sechs Mädchen verbrachte Yoch einen Großteil ihrer Zeit im Freien, wozu auch Ausflüge mit Pferd und Wagen vom Haus der Familie in Santa Ana zu einem Strandhotel gehörten, das die Familie in Laguna Beach, Kalifornien, besaß und betrieb.
Yoch war umgeben von den kulturellen Aktivitäten, die in Laguna Beach angeboten wurden, darunter Kunst, Theater und Gartenarbeit.
Enge Freunde und häufige Besucher des Hotels Laguna waren Helena Modrzejewska und ihr Ehemann, deren eigenes Haus und Garten in Arden in Modjeska Canyon Yoch zu einer Karriere als Landschaftsgestalterin inspirierte.
Florence Yochs College-Ausbildung begann 1910 an der University of California, Berkeley, und dann am College of Agriculture an der Cornell University of California. 1915 schloss sie ihr Studium an der University of Illinois at Urbana-Champaign ab.

## Karriere

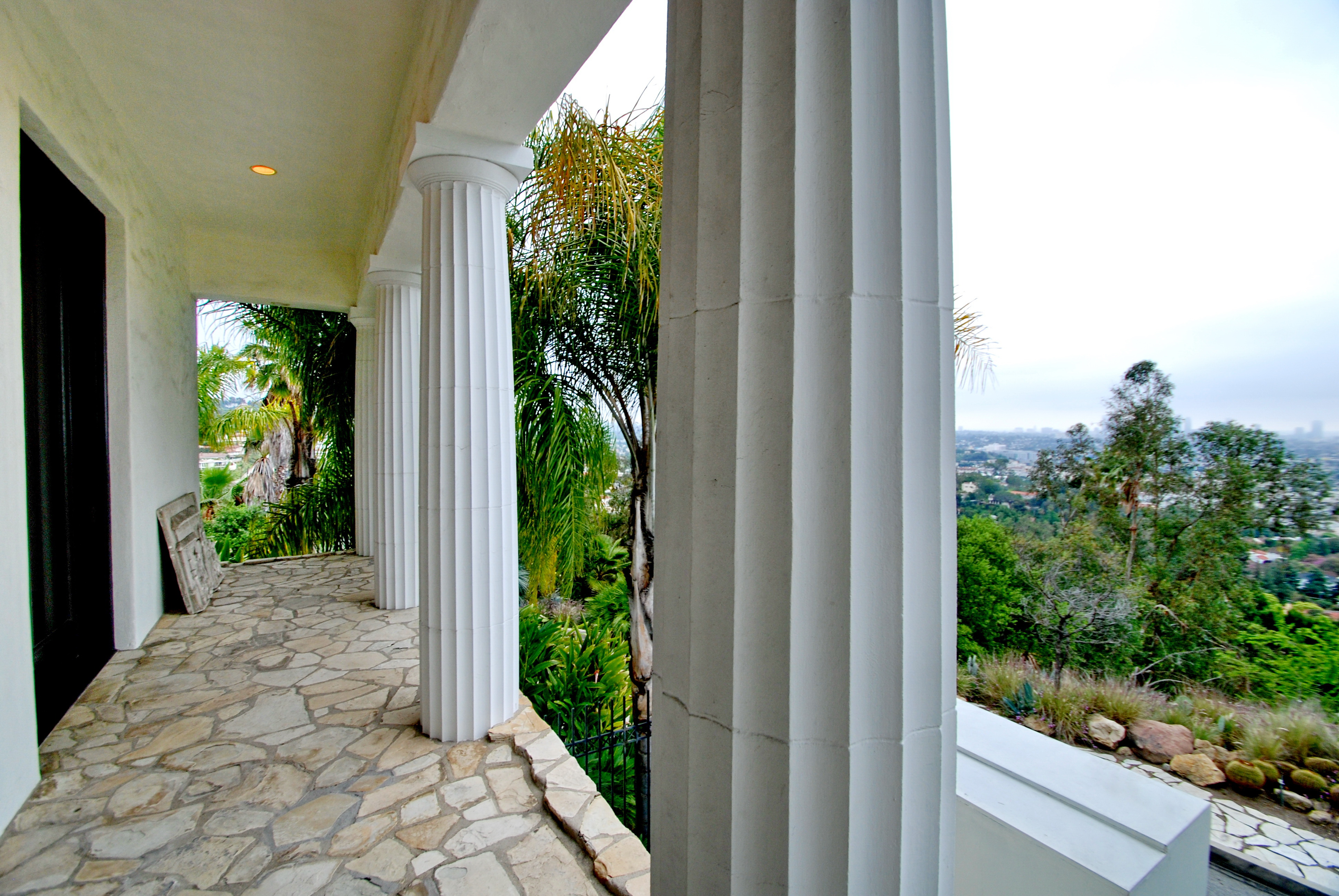
Arzner-Morgan Villa, Los Angeles

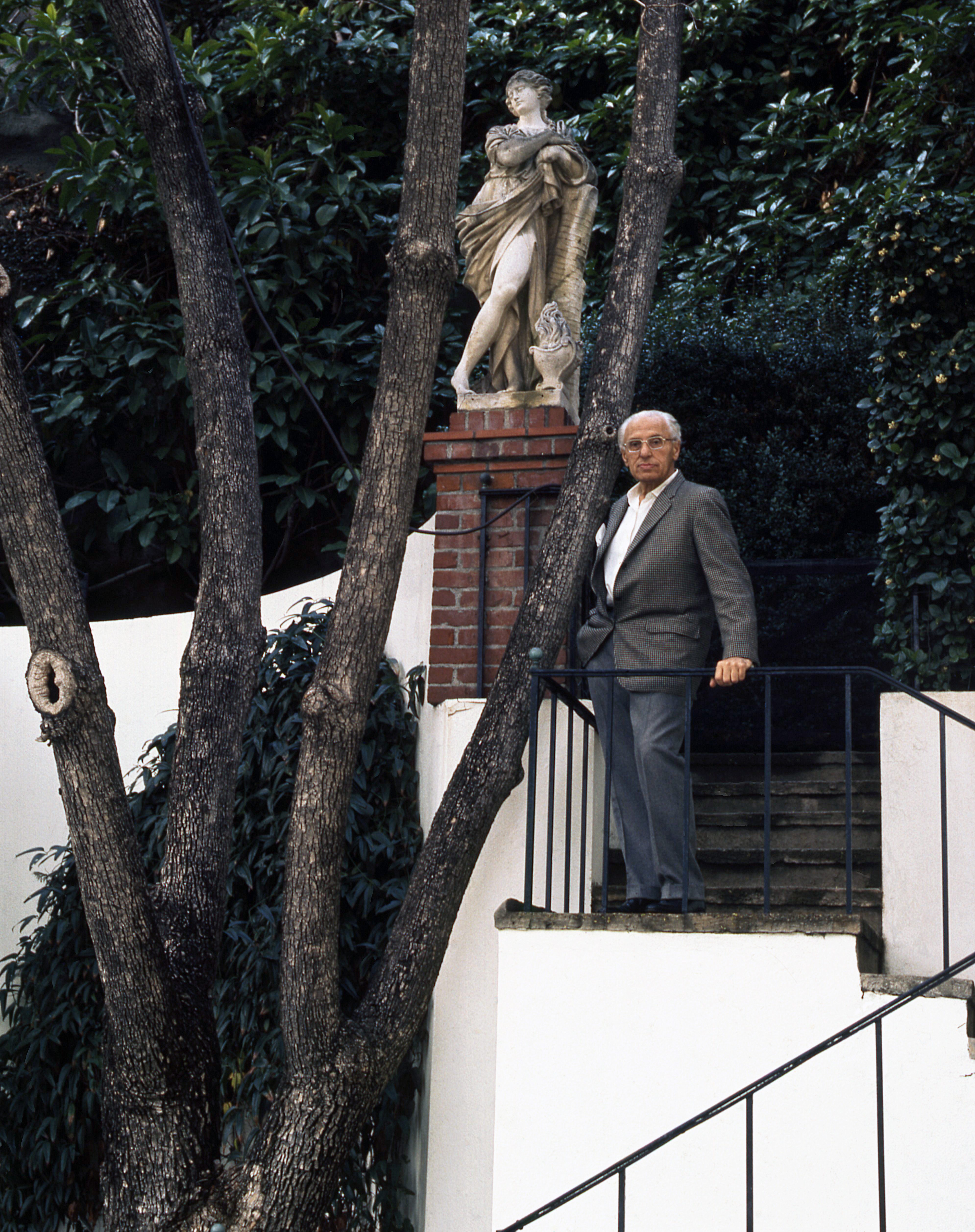
George Cukors Gartenanlage, Los Angeles

Nach ihrem Abschluss begann Yoch sofort mit der Gestaltung von Gärten in Pasadena und im Orange County. Zu dem, was sie beeinflusste, gehörten die formalen Gärten Frankreichs und die wilderen, blumenreichen Gärten Englands, insbesondere die von Gertrude Jekyll entworfenen Gärten. Sie unternahm mehrere Studien- und Skizzenreisen nach Europa, wobei sie sich auf große Gärten der Vergangenheit konzentrierte. 1921 stellte sie Katherine Bashford (die 1923 ein eigenes Atelier gründete) und Lucile Council als Praktikantinnen ein. Council hatte sowohl an der Cambridge School of Domestic and Landscape Architecture als auch in Oxford studiert. 1925 gründeten Yoch und Council ein gemeinsames Unternehmen, Florence Yoch & Lucile Council, und richteten sich im Gartenstudio im Haus der Councils in Süd-Pasadena ein. Von dort aus betrieben sie bis zu Councils Tod 1964 ein florierendes Geschäft, in dem sie Gärten für einen großen Kundenstamm gestalteten, der von wohlhabenden Kaliforniern bis hin zu Hollywoodspielern reichte.
Zu den Arbeiten gehören:
- Anwesen von Howard Huntington, einem Nachkommen von Henry E. Huntington, in Pasadena
- Reiterhof von Will Keith Kellogg im Pomona Valley, heute Campus der Cal Poly Pomona.[5]
- Anwesen Il Brolino mit einem Formschnitt-Garten in Montecito[6]
- Don Quixote Courtyard in Montecito[7]
- Rancho Los Alamitos in Long Beach.[8]
- Getty House, in der Neighborhood Windsor Square, Los Angeles, heute die offizielle Residenz des Mayors von Los Angeles
- Langjährige Betreuung der Gärten von George Cukor in den Hollywood Hills, Los Angeles
- Anwesen von Jack L. Warner in Beverly Hills, heute das Anwesen von David Geffen
- Anwesen von David O. Selznick in Beverly Hills
- Ebell of Los Angeles, Sitz des Ebell of Los Angeles women's club, 1927[9]
- Gartenanlage der Villa von Dorothy Arzner  in Los Angeles, 1930[10]